# عبد الله بن عمرو بن غيلان
عَبدُ الله بْنُ عَمرو بْنِ غيلان الثقفي كان والي البصرة الأموي عام 674. في عام 665 شغل منصب رئيس الشرطة لمحافظ البصرة الحارث بن عبد الله الأزدي، الذي خدم لمدة أربعة أشهر قبل أن يحل محله زياد بن أبيه. تم تعيين عبد الله من قبل الخليفة معاوية بن أبي سفيان مكان سمرة بن جندب. وخدم لمدة ستة أشهر وعيّن عبد الله بن حصن رئيسا لشرطته. وخلال إحدى خطب صلاة الجمعة، قام رجال من قبيلة بني ضبة برشقه بالحجارة، مما أدى إلى بتر يد أحد المهاجمين. وبسبب شكاوى بني ضبة بشأن البتر، استبدل معاوية عبد الله بنجل زياد عبيد الله بن زياد.